# Fremont, California
Fremont (pronunțare în engleză: [ˈfriːmɒnt]) este un oraș din comitatul Alameda, statul California, Statele Unite ale Americii.
Fremont este localitate imediat vecină cu Silicon Valley. Acolo se află o fabrică Tesla (automobile, 100% electrice).
1. ↑   https://www.justice.gov/opa/pr/justice-department-sends-letters-29-jurisdictions-regarding-their-compliance-8-usc-1373 Lipsește sau este vid: |title= (ajutor)
2. ↑   https://fremont.gov/701/Lily-Mei-Mayor, accesat în 9 mai 2022 Lipsește sau este vid: |title= (ajutor)
3. ↑  Recensământul Statelor Unite ale Americii din 2010, accesat în 9 iulie 2020